# Радзинь, Эдуард
Эдуард Радзинь (Радзиньш) (латыш. Eduards Radziņš; 2 октября 1886, Российская империя — 24 августа 1968, Валмиера, Латвийская ССР) — латвийский политический и государственный деятель. Депутат Учредительного собрания Латвии. Революционер.

## Биография
Член Латвийской социал-демократической рабочей партии. Участник революции 1905—1907 годов в России. Работал в Валмиерской нотариальной конторе.
После провозглашения Латвийской Республики в 1918 году был избран членом её временного парламента — Народного совета. Позже избрался во все сеймы парламента Латвии: в Конституционное собрание (1920), в Учредительное собрание Латвии (1922, 1925, 1928 и 1931).
Был мэром города Валмиера.
После государственного переворота в Латвии в мае 1934 года премьер-министра Карлисом Улманисом, приостановившего действие конституции и распустившего Сейм, как один из потенциальных противников нового режима, Э. Радзинь был арестован и отправлен в Лиепайский концентрационный лагерь, где находился несколько месяцев.
После окончания Второй мировой войны был репрессирован советскими властями и депортирован в Сибирь, освобождён примерно в 1956 году. Вернулся в Латвию, где умер в 1968 году в г. Валмиера.